# 山本桜大
山本 桜大（やまもと おうた、2004年6月4日 - ）は、広島県出身のプロサッカー選手。Jリーグ・レノファ山口FC所属。ポジションはフォワード。

## 来歴
柏レイソルの下部組織出身で、2022年8月19日にトップチームに2種登録されると、同年9月20日に2023年からのトップチーム昇格が内定したことを発表された。
2023年2月18日、J1リーグ第1節・ガンバ大阪戦で途中出場し、チームとしての高卒ルーキーの開幕戦出場は2010年の茨田陽生以来13年ぶり6人目の快挙となった。同年6月7日、天皇杯2回戦・山梨学院大学PEGASUS戦でPKを決めてプロ初得点を記録し、チームの勝利に貢献した。
2024年8月2日、栃木SCに育成型期限付き移籍。8月10日のレノファ山口FC戦でJリーグ初ゴールを挙げた。
同年12月27日に栃木SCとの育成型期限付き移籍期間満了とレノファ山口FCへの育成型期限付き移籍加入が発表された。

## 所属クラブ
- 大和田FC（印西市立木刈小学校）
- 柏レイソルU-12（印西市立木刈小学校）
- 柏レイソルU-15（印西市立木刈中学校）
- 柏レイソルU-18（日本体育大学柏高等学校）
  - 2022年  柏レイソル（2種登録選手）
- 2023年 -  柏レイソル
  - 2024年8月 - 同年12月  栃木SC（育成型期限付き移籍）
  - 2025年  レノファ山口FC（育成型期限付き移籍）

## 個人成績
| 国内大会個人成績 | 国内大会個人成績 | 国内大会個人成績 | 国内大会個人成績 | 国内大会個人成績 | 国内大会個人成績 | 国内大会個人成績 | 国内大会個人成績 | 国内大会個人成績 | 国内大会個人成績 | 国内大会個人成績 | 国内大会個人成績 |
| 年度             | クラブ           | 背番号           | リーグ           | リーグ戦         | リーグ戦         | リーグ杯         | リーグ杯         | オープン杯       | オープン杯       | 期間通算         | 期間通算         |
| 年度             | クラブ           | 背番号           | リーグ           | 出場             | 得点             | 出場             | 得点             | 出場             | 得点             | 出場             | 得点             |
| 日本             | 日本             | 日本             | 日本             | リーグ戦         | リーグ戦         | リーグ杯         | リーグ杯         | 天皇杯           | 天皇杯           | 期間通算         | 期間通算         |
| ---------------- | ---------------- | ---------------- | ---------------- | ---------------- | ---------------- | ---------------- | ---------------- | ---------------- | ---------------- | ---------------- | ---------------- |
| 2023             | 柏               | 45               | J1               | 7                | 0                | 2                | 0                | 3                | 1                | 12               | 1                |
| 2024             | 柏               | 45               | J1               | 9                | 0                | 2                | 0                | 2                | 2                | 13               | 2                |
| 2024             | 栃木             | 45               | J2               | 9                | 1                | -                | -                | -                | -                | 9                | 1                |
| 2025             | 山口             | 45               | J2               |                  |                  |                  |                  |                  |                  |                  |                  |
| 通算             | 日本             | 日本             | J1               | 16               | 0                | 4                | 0                | 5                | 3                | 25               | 3                |
| 通算             | 日本             | 日本             | J2               | 9                | 1                | 0                | 0                | 0                | 0                | 9                | 1                |
| 総通算           | 総通算           | 総通算           | 総通算           | 25               | 1                | 4                | 0                | 5                | 3                | 34               | 4                |

- 2022年は2種登録選手としての公式戦出場無し。

出場歴
- Jリーグ初出場 - 2023年2月18日 J1第1節 vsガンバ大阪（三協フロンテア柏スタジアム）
- Jリーグ初得点 - 2024年8月10日 J2第26節 vsレノファ山口FC（維新みらいふスタジアム）

## 代表歴
- 2022年 U-18日本代表
- 2023年 U-20日本代表

## タイトル

### 個人
- 2022年日本クラブユース選手権(U-18) 得点王[8]